# Senou Coulibaly
Senou Coulibaly (ur. 4 września 1994 w Pontoise) – piłkarz malijski grający na pozycji środkowego obrońcy. Od 2018 jest piłkarzem klubu Dijon FCO.

## Kariera klubowa
Swoją karierę piłkarską Coulibaly rozpoczął w klubie Cergy-Pontoise FC. W sezonie 2013/2014 zadebiutował w jego barwach w siódmej lidze francuskiej. W 2017 roku odszedł do czwartoligowego FC Mantois 78, a latem 2018 został zawodnikiem pierwszoligowego Dijon FCO. Swój debiut w Dijon zaliczył 11 sierpnia 2018 w zwycięskim 2:1 wyjazdowym meczu z Montpellier HSC. W sezonie 2020/2021 spadł z Dijon z Ligue 1 do Ligue 2.
| Sezon   | Klub              | Kraj    | Rozgrywki | Mecze | Gole |
| ------- | ----------------- | ------- | --------- | ----- | ---- |
| 2013/14 | Cergy-Pontoise FC | Francja | 7. liga   | ?     | ?    |
| 2014/15 | Cergy-Pontoise FC | Francja | 7. liga   | ?     | ?    |
| 2015/16 | Cergy-Pontoise FC | Francja | 7. liga   | ?     | ?    |
| 2016/17 | Cergy-Pontoise FC | Francja | 7. liga   | ?     | ?    |
| 2017/18 | FC Mantois 78     | Francja | CFA 2     | 26    | 0    |
| 2018/19 | Dijon FCO         | Francja | Ligue 1   | 9     | 1    |
| 2018/19 | Dijon FCO B       | Francja | CFA 2     | 5     | 1    |
| 2019/20 | Dijon FCO         | Francja | Ligue 1   | 10    | 0    |
| 2019/20 | Dijon FCO B       | Francja | CFA 2     | 1     | 0    |
| 2020/21 | Dijon FCO         | Francja | Ligue 1   | 22    | 2    |
| 2020/21 | Dijon FCO B       | Francja | CFA 2     | 1     | 0    |

## Kariera reprezentacyjna
W reprezentacji Mali Coulibaly zadebiutował 11 czerwca 2021 w zremisowanym 1:1 towarzyskim meczu z Demokratyczną Republką Konga, rozegranym w Tunisie. W 2022 został powołany do kadry na Puchar Narodów Afryki 2021, jednak nie rozegrał na nim żadnego meczu.